# 阿尔图拉斯 (加利福尼亚州)
阿尔图拉斯，是美国加利福尼亚州莫多克县下属的一座城市，亦是其縣治。建市于1901年9月16日，面积大约为2.43平方英里（6.3平方公里）。根据2010年美国人口普查，该市有人口2,827人。

## 地理
阿尔图拉斯的座標為41°29′14″N 120°32′33″W / 41.48722°N 120.54250°W。根據2000年人口普查，本城面積為2.4平方英里（6.22平方），其中0.57%為水域。

### 氣候
阿尔图拉斯擁有沙漠氣候，其夏季溫暖乾燥，冬季潮濕寒冷。